# Groröd, Svenseröd, Torskog och Källeröd
Groröd, Svenseröd, Torskog och Källeröd är en av SCB avgränsad och namngiven tätort i Västerlanda socken i Lilla Edets kommun i Västra Götalands län, belägen strax väster om Göta Älv. Bebyggelsen avgränsades före 2018 i huvudsak till två småorter Torskog och Groröd.